# Simbabwische Cricket-Nationalmannschaft in Südafrika in der Saison 2010/11
Die Tour der simbabwischen Cricket-Nationalmannschaft nach Südafrika in der Saison 2010/11 fand vom 8. bis zum 22. Oktober 2010 statt. Die internationale Cricket-Tour war Bestandteil der Internationalen Cricket-Saison 2010/11 und umfasste drei ODIs und zwei Twenty20s. Südafrika gewann die ODI-Serie 3–0 und die Twenty20-Serie 2–0.

## Vorgeschichte
Für beide Mannschaften war es die erste Tour der Saison. Das letzte Aufeinandertreffen der beiden Mannschaften bei einer Tour fand  in der Saison 2009/10 in Südafrika statt.

## Stadien
Die folgende Stadien wurden als Austragungsorte festgelegt.
| Stadion               | Stadt            | Kapazität | Spiele         |
| --------------------- | ---------------- | --------- | -------------- |
| Benoni                | Willowmoore Park | 20.000    | 3. ODI         |
| Chevrolet Park        | Bloemfontein     | 20.000    | 1. ODI; 1. T20 |
| De Beers Diamond Oval | Kimberley        | 11.000    | 2. T20         |
| Senwes Park           | Potchefstroom    | 18.000    | 2. ODI         |

## Kaderlisten
Südafrika benannte seinen Kader am 21. September 2010.
Simbabwe benannte seinen Kader am 30. September 2010.
| ODI | ODI | Twenty20 | Twenty20 |
| Südafrika | Simbabwe | Südafrika | Simbabwe |
| --- | --- | --- | --- |
| - Graeme Smith (K) - Hashim Amla - Johan Botha - AB de Villiers (wk) - Jean-Paul Duminy - Colin Ingram - Jaques Kallis - Charl Langeveldt - David Miller - Albie Morkel - Morne Morkel - Robin Peterson - Dale Steyn - Rusty Theron - Lonwabo Tsotsobe | - Elton Chigumbura (K) - Chamu Chibhabha - Graeme Cremer - Keith Dabengwa - Craig Ervine - Grant Flower - Hamilton Masakadza - Shingi Masakadza - Chris Mpofu - Ian Nicolson - Ed Rainsford - Tatenda Taibu (wk) - Brendan Taylor - Prosper Utseya - Sean Williams | - Johan Botha (K) - Loots Bosman - Jean-Paul Duminy - Colin Ingram - Heino Kuhn (wk) - Ryan McLaren - David Miller - Albie Morkel - Morne Morkel - Wayne Parnell - Robin Peterson - Graeme Smith - Rusty Theron - Lonwabo Tsotsobe | - Elton Chigumbura (K) - Chamu Chibhabha - Charles Coventry - Graeme Cremer - Keith Dabengwa - Grant Flower - Hamilton Masakadza - Shingi Masakadza - Chris Mpofu - Ian Nicolson - Ed Rainsford - Tatenda Taibu (wk) - Brendan Taylor - Prosper Utseya |

## Twenty20 Internationals

### Erstes Twenty20 in Bloemfontein
| 8. Oktober Scorecard | Bloemfontein | Simbabwe 168-4 (20)             | – | Südafrika 169-3 (15.5) |
|                      |              | Südafrika gewinnt mit 7 Wickets |   |                        |

### Zweites Twenty20 in Kimberley
| 10. Oktober Scorecard | Kimberley | Südafrika 194-6 (20)         | – | Simbabwe 186-7 (20) |
|                       |           | Südafrika gewinnt mit 8 Runs |   |                     |

## One-Day Internationals

### Erstes ODI in Bloemfontein
| 15. Oktober Scorecard | Bloemfontein | Südafrika 351-6 (50)          | – | Simbabwe 287-6 (50) |
|                       |              | Südafrika gewinnt mit 64 Runs |   |                     |

### Zweites ODI in Potchefstroom
| 17. Oktober Scorecard | Potchefstroom | Simbabwe 268 (48.2)             | – | Südafrika 273-2 (39) |
|                       |               | Südafrika gewinnt mit 8 Wickets |   |                      |

### Drittes ODI in Benoni
| 22. Oktober Scorecard | Benoni | Südafrika 399-6 (50)           | – | Simbabwe 127 (29) |
|                       |        | Südafrika gewinnt mit 272 Runs |   |                   |

## Statistiken
Die folgenden Cricketstatistiken wurden bei dieser Tour erzielt.
| ODIs             | ODIs       | ODIs    | ODIs    | ODIs    | ODIs    | ODIs    | ODIs    | ODIs    |
| Batting          | Batting    | Batting | Batting | Batting | Batting | Batting | Batting | Batting |
| Spieler          | Mannschaft | Spiele  | Innings | Runs    | Average | HS      | 100s    | 50s     |
| ---------------- | ---------- | ------- | ------- | ------- | ------- | ------- | ------- | ------- |
| Hashim Amla      | Südafrika  | 3       | 3       | 244     | 81,33   | 110     | 2       | 0       |
| AB de Villiers   | Südafrika  | 3       | 3       | 231     | 115,50  | 109     | 2       | 0       |
| Brendan Taylor   | Simbabwe   | 3       | 3       | 182     | 91,00   | 145*    | 1       | 0       |
| JP Duminy        | Südafrika  | 3       | 3       | 150     | 150,00  | 129     | 1       | 0       |
| Colin Ingram     | Südafrika  | 3       | 2       | 144     | 72,00   | 124     | 1       | 0       |
| Bowling          |            |         |         |         |         |         |         |         |
| Spieler          | Mannschaft | Spiele  | Overs   | Wickets | Average | BBI     | 5W      | 10W     |
| Rusty Theron     | Südafrika  | 3       | 24.2    | 11      | 11,27   | 5/44    | 1       | 0       |
| Shingi Masakadza | Simbabwe   | 3       | 29      | 7       | 34,85   | 4/86    | 0       | 0       |
| Wayne Parnell    | Südafrika  | 3       | 25      | 5       | 28,20   | 2/30    | 0       | 0       |
| Johan Botha      | Südafrika  | 2       | 17      | 4       | 18,25   | 2/32    | 0       | 0       |
| Albie Morkel     | Südafrika  | 2       | 15      | 2       | 41,00   | 2/35    | 0       | 0       |
| Charl Langeveldt | Südafrika  | 2       | 19      | 2       | 56,00   | 2/49    | 0       | 0       |
| Elton Chigumbura | Simbabwe   | 3       | 16      | 2       | 64,50   | 1/33    | 0       | 0       |

| Twenty20s          | Twenty20s  | Twenty20s | Twenty20s | Twenty20s | Twenty20s | Twenty20s | Twenty20s | Twenty20s |
| Batting            | Batting    | Batting   | Batting   | Batting   | Batting   | Batting   | Batting   | Batting   |
| Spieler            | Mannschaft | Spiele    | Innings   | Runs      | Average   | HS        | 100s      | 50s       |
| ------------------ | ---------- | --------- | --------- | --------- | --------- | --------- | --------- | --------- |
| JP Duminy          | Südafrika  | 2         | 2         | 131       |           | 96*       | 0         | 1         |
| Chamu Chibhabha    | Simbabwe   | 2         | 2         | 111       | 55,50     | 59        | 0         | 2         |
| Graeme Smith       | Südafrika  | 2         | 2         | 104       | 52,00     | 58        | 0         | 1         |
| Hamilton Masakadza | Simbabwe   | 2         | 2         | 82        | 41,00     | 72        | 0         | 1         |
| David Miller       | Südafrika  | 2         | 2         | 61        | 61,00     | 36*       | 0         | 0         |
| Bowling            |            |           |           |           |           |           |           |           |
| Spieler            | Mannschaft | Spiele    | Overs     | Wickets   | Average   | BBI       | 5W        | 10W       |
| Prosper Utseya     | Simbabwe   | 2         | 7.5       | 4         | 17,25     | 2/28      | 0         | 0         |
| Rusty Theron       | Südafrika  | 2         | 8         | 3         | 20,00     | 2/27      | 0         | 0         |
| Robin Peterson     | Südafrika  | 1         | 4         | 2         | 18,00     | 2/36      | 0         | 0         |
| Shingi Masakadza   | Simbabwe   | 1         | 4         | 2         | 19,50     | 2/39      | 0         | 0         |
| Wayne Parnell      | Südafrika  | 2         | 8         | 2         | 35,00     | 2/29      | 0         | 0         |

## Player of the Series
Als Player of the Series wurden die folgenden Spieler ausgezeichnet.
| Serie | Player of the Series |
| ----- | -------------------- |
| ODI   | AB de Villiers       |

### Player of the Match
Als Player of the Match wurden die folgenden Spieler ausgezeichnet.
| Spiel  | Player of the Match |
| ------ | ------------------- |
| 1. T20 | Graeme Smith        |
| 2. T20 | JP Duminy           |
| 1. ODI | Colin Ingram        |
| 2. ODI | Rusty Theron        |
| 3. ODI | JP Duminy           |